# منطقه تئاتر هیوستون (تگزاس)
منطقه تئاتر هیوستون (به انگلیسی: Houston Theater District) یک منطقهٔ مسکونی در ایالات متحده آمریکا است که در هیوستون واقع شده‌است.